# Хойново (Маковський повіт)
Хойново (пол. Chojnowo) — село в Польщі, у гміні Сипнево Маковського повіту Мазовецького воєводства.
Населення — 52 особи (2011).
У 1975-1998 роках село належало до Остроленцького воєводства.

## Демографія
Демографічна структура станом на 31 березня 2011 року:
|          | Загалом | Допрацездатний вік | Працездатний вік | Постпрацездатний вік |
| -------- | ------- | ------------------ | ---------------- | -------------------- |
| Чоловіки | 30      | 0                  | 25               | 5                    |
| Жінки    | 22      | 1                  | 15               | 6                    |
| Разом    | 52      | 1                  | 40               | 11                   |